# Louis Smal
Pour les articles homonymes, voir Smal.
Louis Smal, né à Herstal le 18 mai 1939, est un syndicaliste et homme politique belge, membre du Centre démocrate humaniste.

## Biographie

### Jeunesse et formation
Louis Smal naît à Herstal le 18 mai 1939. Son père est armurier et décède lorsque Louis Smal à 9 ans.
Il suit un apprentissage du métier du fer et de la mécanique à l’École technique de Herstal dont il sort diplômé à l'âge de 18 ans. Il rejoint en parallèle la Jeunesse ouvrière chrétienne,.

### Carrière
Après ses études, il entre à la Fabrique nationale d’Armes de guerre, dont il est licencié en 1958. Il rejoint la société Duranite, fabricant de machines pour le textile, avant de revenir à la FN au lendemain des grèves de l'hiver 1960-1961.

## Détail des mandats et fonctions
- Député wallon et de la Communauté française